# 重新橋觀光市集
重新橋觀光市集（俗稱：重新橋跳蚤市場）是位於新北市三重區二重疏洪道的疏洪十六路1號(重新橋橋下)。市集主要以二手商品和小吃餐飲為主。市集開放時間為每週星期二到星期日，市集星期一為指定消毒日將不開放，市集平日(星期五除外)開放時間為上午6點到中午12點，市集假日和星期五延長開放時間為上午6點到下午2點，由於市集處在疏洪道，若中央氣象署發布「陸上颱風警報」則市集將不開放。